# George O. Poinar

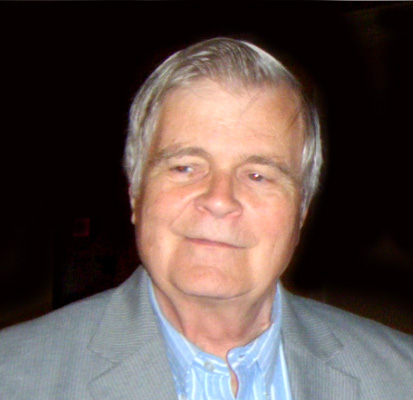
George O. Poinar, 2017

George Orlo Poinar, Jr. (* 25. April 1936 in Spokane, Washington) ist ein US-amerikanischer Entomologe und Buchautor.  Bekannt wurde er für seine Idee, DNA aus in Bernstein eingeschlossenen Insekten zu extrahieren. Diese Idee wurde von Michael Crichton für sein unter gleichem Titel verfilmtes Buch Jurassic Park aufgegriffen.

## Leben
Poinar war der Sohn des in Rumänien geborenen Violinisten George Poinar (1910–1986) und dessen aus Ohio stammender Ehefrau Helen Louise, geb. Ladd (1910–1983).
Poinar erwarb an der Cornell University die Abschlüsse B.S. und M.S., dort promovierte er auch 1962 zum Ph.D. in Biologie. Er unternahm Forschungen im Fachgebiet Entomologie an der University of California, Berkeley. Hier und im Verlaufe seiner Reisen forschte er über Nematoden, u. a. parasitische Nematoden auf Insekten und über in Bernstein eingeschlossene Insekten.
1992 glaubte Poinar, gemeinsam mit seiner Frau, seinem Sohn Hendrik und Dr. Raul Cano von der California Polytechnic State University DNA aus einem Insekt (einem Rüsselkäfer) im rund 125 Millionen Jahre alten Libanon-Bernstein extrahiert zu haben. Jüngere Untersuchungen an fossiler DNA ließen  allerdings beträchtliche Zweifel an der Richtigkeit dieser Ergebnisse aufkommen.
Im Jahre 1995 ging Poinar nach Oregon, wo er gemeinsam mit seiner Frau Roberta und einem befreundeten Wissenschaftlicher von der Universität in Berkeley das Bernstein-Institut (Amber-Institute) gründete. In Oregon erreichte ihn die Berufung an die Oregon State University, Fachbereich Entomologie.

## Veröffentlichungen (Auswahl)
- Life in Amber (1992), eine Zusammenfassung der im Bernstein erhaltenen Insekten und anderer organischer Einschlüsse.
- Amplification and sequencing of DNA from a 120-135-million-year-old weevil (1993)
- The Quest for Life in Amber (1994)
- The Amber Forest: A Reconstruction of a Vanished World (1999), Co-Autorin: Roberta Poinar
- Lebanese Amber: The Oldest Insect Ecosystem in Fossilized Resin, (2001)